# Son of Geronimo
Son of Geronimo é um seriado estadunidense de 1952, gênero Western, dirigido por Spencer Gordon Bennet, em 15 capítulos, estrelado por Clayton Moore e Rodd Redwing. Foi produzido e distribuído pela Columbia Pictures, e veiculou nos cinemas estadunidenses a partir de 1 de novembro de 1952.
Foi o 50º entre os 57 seriados produzidos pela Columbia Pictures, e foi baseado no histórico Gerônimo, nativo estadunidense líder dos Chiricahua Apache, que defendeu seu povo contra a invasão dos Estados Unidos por mais de 25 anos.

## Sinopse
Jim Scott tenta estabelecer a paz entre os colonos do oeste e os apaches nativos. Esta missão se torna mais difícil devido a um bando de foras-da-lei locais.

## Elenco
- Clayton Moore … Jim Scott (creditado Clay Moore)
- Rodd Redwing … Portico, filho de Geronimo
- Tommy Farrell … Frank Baker
- Eileen Rowe … Ann Baker, irmã de Frank
- Bud Osborne … Tulsa
- Marshall Reed … Rance Rankin, for a-da-lei
- Zon Murray … Bat
- Sandy Sanders … Cliff
- John Crawford … Ace Devlin, fora-da-lei
- Rick Vallin … Eadie
- Frank Ellis … Jed Hardy
- Lyle Talbot … Colonel Foster
- John L. Cason … Smoky
- Chief Yowlachie … Gerônimo

## Capítulos
1. War of Vengeance
2. Running the Gauntlet
3. Stampede
4. Apache Allies
5. Indian Ambush
6. Trapped by Fire
7. A Sinister Scheme
8. Prisoners of Porico
9. On the Warpath
10. The Fight at Crystal Springs
11. A Midnight Marauder
12. Trapped in a Flaming Teepee
13. Jim Scott Tempts Fate
14. A Trap for Geronimo
15. Peace Treaty

Fonte:

## Produção
O seriado foi feito em um período em que Clayton Moore deixou a série de televisão  "The Lone Ranger" e foi substituído por John Hart por um ano.